# 阮福普
阮福普（越南语：／；1799年5月3日—1860年9月11日），越南阮朝嘉隆帝第八子，明命帝異母弟。
阮福普生母無考，嘉隆十六年（1817年）受封為奠磐公（越南语：／）。明命七年（1826年），阮福普私自設立官職、製造印信，揭發後被罰俸祿三年、撤去屬兵，明命帝在下達懲罰的詔令中指他「秉性昏愚，致為匪人所惑，事事妄為」，幾乎釀成大罪，並以副長史阮文保治他的罪，自此阮福普不敢再胡作非為。
嗣德十三年（1860年）秋，阮福普去世，壽六十二歲，諡恭篤，賜封錦緞錢文給其家人。

## 後裔
阮福普有二子阮福信堅、阮福信圤。